# Gorenje Gradišče pri Šentjerneju
Gorenje Gradišče pri Šentjerneju este o localitate din comuna Šentjernej, Slovenia, cu o populație de 93 de locuitori.